# François Dupré
François Louis Jules Dupré, né le 3 décembre 1888 à Paris et mort le 26 juin 1966 à Kingston en Jamaïque, est un hôtelier, collectionneur d'art et propriétaire-éleveur de chevaux de course français.

## Biographie
Petit-fils du peintre Jules Dupré, François Dupré sert dans l'aviation pendant la Première Guerre mondiale. 
Propriétaire à Paris des hôtels George-V et Plaza Athénée ainsi que du Ritz à Montréal, il accumule pour leur décoration quantité d'œuvres d'art. 
En 1930, il achète le haras d'Ouilly à son ami Louis Decazes pour devenir l'un des propriétaires-éleveurs les plus en vue de son temps. Ses chevaux Tantième, Relko, Reliance, Bella Paola ou encore Tanerko remportent entre autres : le Grand Prix de Paris, le prix de l'Arc de triomphe, le prix du Jockey-Club, le prix de Diane, le Grand Prix de Saint-Cloud, les Oaks d'Epsom, le Derby d'Epsom et le Washington International.